# Glucoiberin
Glucoiberin ist ein Glucosinolat, das in Brokkoli, Grünkohl und einigen anderen Pflanzen vorkommt. Die Seitenkette weist eine Sulfoxidgruppe auf. Es ist strukturell eng verwandt mit Glucoraphanin, das lediglich in der Seitenkette eine zusätzliche Methylengruppe (CH2) trägt.

## Vorkommen

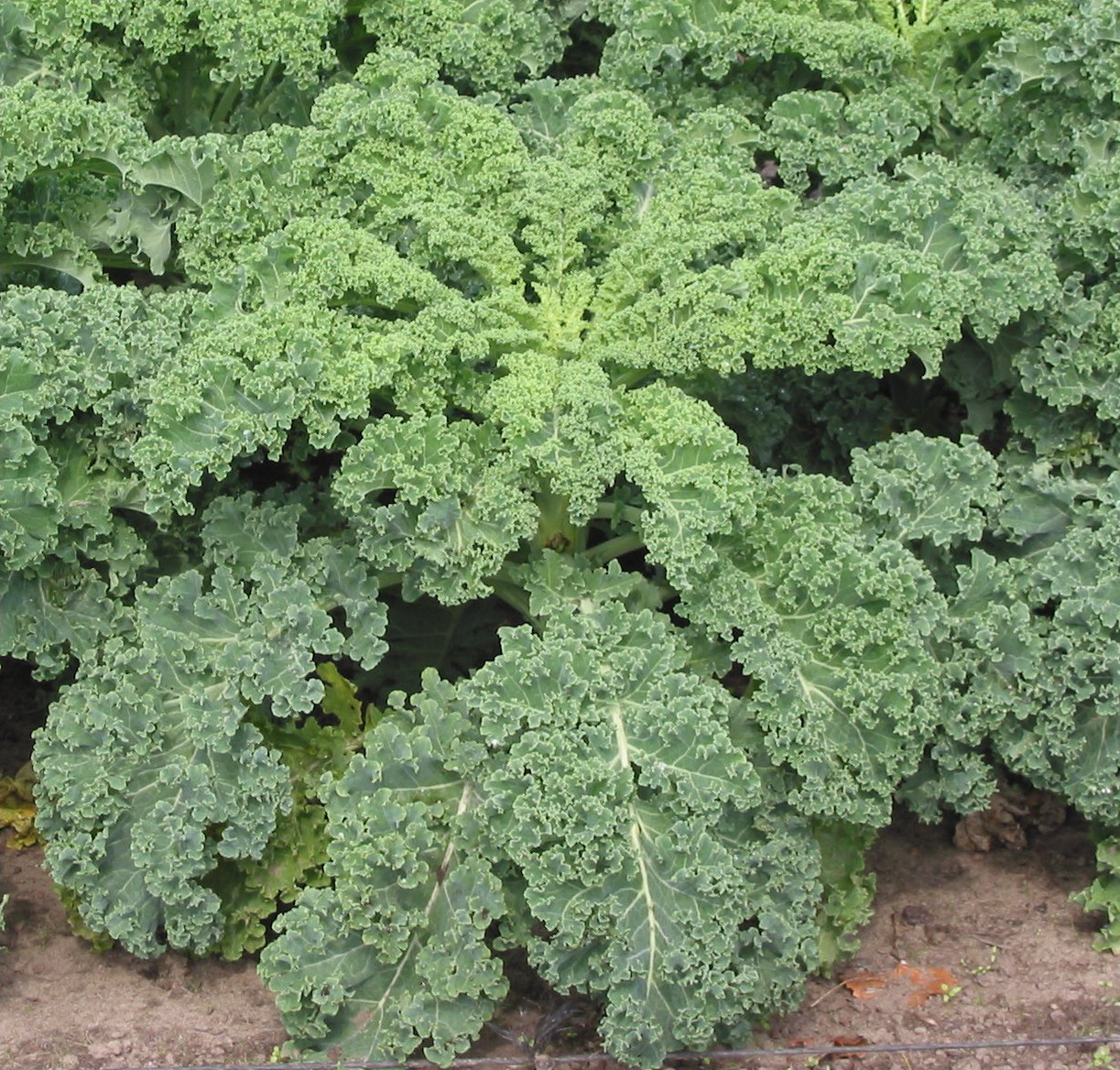
Grünkohl

In Brokkoli kommt eine größere Zahl verschiedener Glucosinolate vor, darunter neben Glucoerucin und Glucoraphanin auch Glucoiberin. Die wichtigsten Glucosinolate in Grünkohl sind Sinigrin, Glucoiberin und Glucobrassicin.
Daneben kommt es in Physaria fendleri und der Bitteren Schleifenblume vor.

## Eigenschaften
Durch Hydrolyse von Glucoiberin entsteht das Isothiocyanat Iberin.